# Apaloderma aequatoriale
El trogón carigualdo o surucuá equatorial (Apaloderma aequatoriale) es una especie de ave trogoniforme de la familia Trogonidae que habita principalmente en África Central.

## Descripción
El trogón carigualdo mide alrededor de 30 cm de longitud, incluida su larga cola redondeada. El plumaje de los machos es negruzco en las partes superiores, cabeza y pecho. Sus alas son grises y su vientre y flancos son rojos. Presentan una carúncula amarilla que ocupa gran parte de sus mejillas. Su pico también es amarillo y tiene la punta curvada hacia abajo. Las hembras son de tonos grisáceos con el vientre y flancos verdosos y su carúncula es mucho más reducida.

## Distribución
Se encuentra en las selvas de Camerún, el suroeste de la República Centroafricana, República del Congo, República Democrática del Congo, Guinea Ecuatorial, Gabón y el sur de Nigeria.